# ヨハン・ゲオルク・ピゼンデル
ヨハン・ゲオルク・ピゼンデル（Johann Georg Pisendel [piˈzɛndl̩], 1687年12月26日 - 1755年11月25日）は、ドイツ後期バロック音楽の作曲家・ヴァイオリニスト。当時ヨーロッパ随一のオーケストラであったドレスデンのザクセン選帝侯兼ポーランド国王の宮廷楽団において長年コンツェルトマイスターを務め、ドイツ随一のヴァイオリニストとの評価を得た。

## 生涯
ニュルンベルク近郊の小村カードルツブルク出身。父ジーモンは地元のカントルでオルガン奏者であった。9歳でアンスバハ宮廷礼拝堂の少年聖歌隊員に迎えられる。同地の音楽監督は名歌手のフランチェスコ・アントニオ・ピストッキであり、楽長はヴァイオリニストで作曲家のジュゼッペ・トレッリであった。ピゼンデル少年はヴァイオリンをトレッリに師事したものと思われる。声変わりを迎えてからは、宮廷楽団でヴァイオリンの演奏を続けたが、1709年に、さらなる音楽学習のためにドレスデンを去ってライプツィヒに向かった。
ライプツィヒへの途上、ヴァイマルでヨハン・ゼバスティアン・バッハと出会い、ライプツィヒではゲオルク・フィリップ・テレマンに紹介された。テレマンと意気投合して、その創設による楽団「コレギウム・ムジクム」に加わり、楽団員として熱心な活動を続けた。1711年にダルムシュタットで演奏活動を行うと、同地の宮廷楽団からポストを提供されるが、丁重に断わっている。
その後ドレスデンの宮廷楽団に職を得て、1715年から1717年にかけてはフランスとイタリアに旅行した。特に1716年にはヴェネツィアで、当時名声を誇ったアントニオ・ヴィヴァルディに師事してヴァイオリン奏法を練磨したばかりでなく、多くのヴィヴァルディの作品を筆写してドレスデンに持ち帰った。その中には、単に筆写したものばかりでなく、ヴィヴァルディからピゼンデル、およびザクセン選帝侯の宮廷楽団に献呈された作品も含まれていた。1718年にはウィーンへ旅行したほか、ヨハン・ダーフィト・ハイニヒェンの許で作曲を学び、1728年にはコンツェルトマイスターのフランス人ヴァイオリン奏者、ジャン・バティスト・ヴォリュミエの死去に伴ってその任務を引き継ぎ、1730年に正式にザクセン選帝侯宮廷楽団のコンツェルトマイスターに就任し、以後終生その地位にあった。
作品は、残された数こそ少ないものの、いずれも質が高い。10曲のヴァイオリン協奏曲、4曲のコンチェルト・グロッソ、2つのヴァイオリン・ソナタのほか、トリオ・ソナタとシンフォニアが1曲ずつある。
作品はごくわずかであるものの、影響力は多大であった。ピゼンデルは当時の最も進歩的なドイツ人ヴァイオリン奏者であり、アルビノーニやヴィヴァルディ、テレマンのような人たちからヴァイオリン協奏曲を献呈されている。門弟にヨハン・ゴットリープ・グラウンやフランツ・ベンダがいる。ヤン・ディスマス・ゼレンカとは親友同士で、ゼレンカの死後にその作品の出版に尽力した。ピゼンデルの伝記を執筆したヨハン・アダム・ヒラーによれば、彼は立派な人格の持ち主で、どのような音楽家に対しても、その人物が有名であるかどうかに関わらず、常に謙虚な態度で接した他、貧しい学生に対する援助も惜しむことなく行った。結婚していなかったピゼンデルは、その遺産を全て慈善事業に寄付した。最期の言葉は、この世で幸いを与えてくれたことを神に感謝する、あるコラールの一節であったという。